# Grive à bec noir
Catharus gracilirostris
Espèce
Statut de conservation UICN

 LC  : Préoccupation mineure
La Grive à bec noir est une espèce d'oiseau de la famille des Turdidae.
Cet oiseau vit dans la cordillère de Talamanca.

## Sous-espèces
D'après Alan P. Peterson, cette espèce est constituée des deux sous-espèces suivantes :
- Catharus gracilirostris gracilirostris  Salvin 1865
- Catharus gracilirostris accentor  Bangs 1902